# モデル (3次元コンピュータグラフィックス)

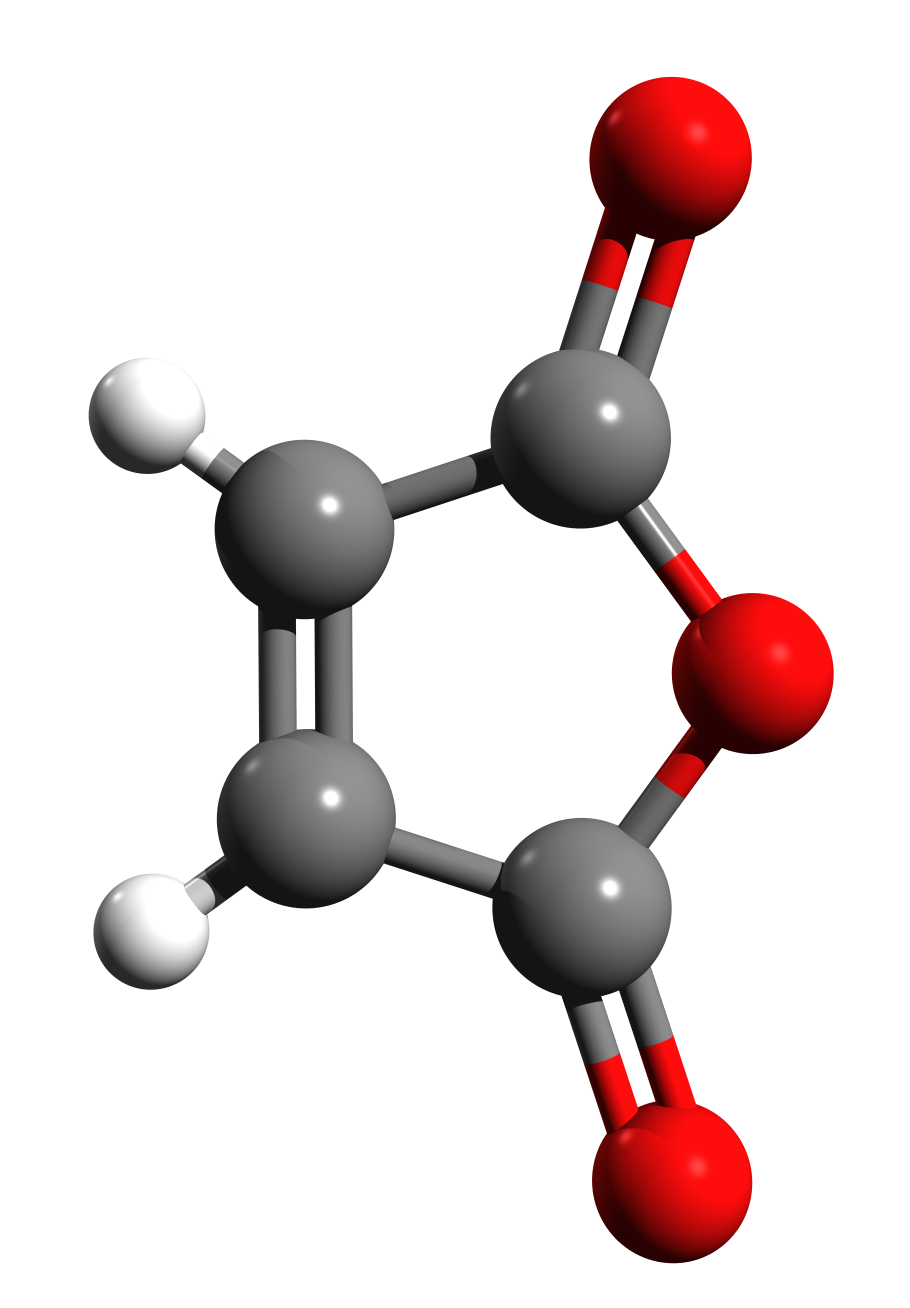
分子の3Dモデル

3次元コンピュータグラフィックスにおけるモデル（英: model）は三次元空間内にある物体のコンピュータ上における表現である。3Dモデル（英: 3D model）とも。モデルを作成することをモデリング（英: modeling）という。

## 概要
3次元コンピュータグラフィックスはコンピュータ上の仮想的な物体を定義・操作・描画する学問領域である。その「コンピュータ上の仮想的な物体」がモデルである。
モデルはその形状や材質といった複数の属性から構成される（#属性）。例えば三角形のポリゴンを組み合わせて丸い形状を表現し赤く少しハイライトの乗ったテクスチャでフレッシュな材質を表現することで、リンゴのモデルを作成（モデリング）できる。完成したモデルはGlTFなどのファイル形式で保存される（#ファイル形式）。モデリング用ソフトウェアはモデラーと呼ばれる（モデリングを担う職域をモデラーと呼ぶこともある）。
3Dモデル（または3次元モデル）とは、3次元物体の数学的表現で3Dコンピューターグラフィックス、工業デザイン、建築デザイン、3Dプリンティングの重要な要素である。

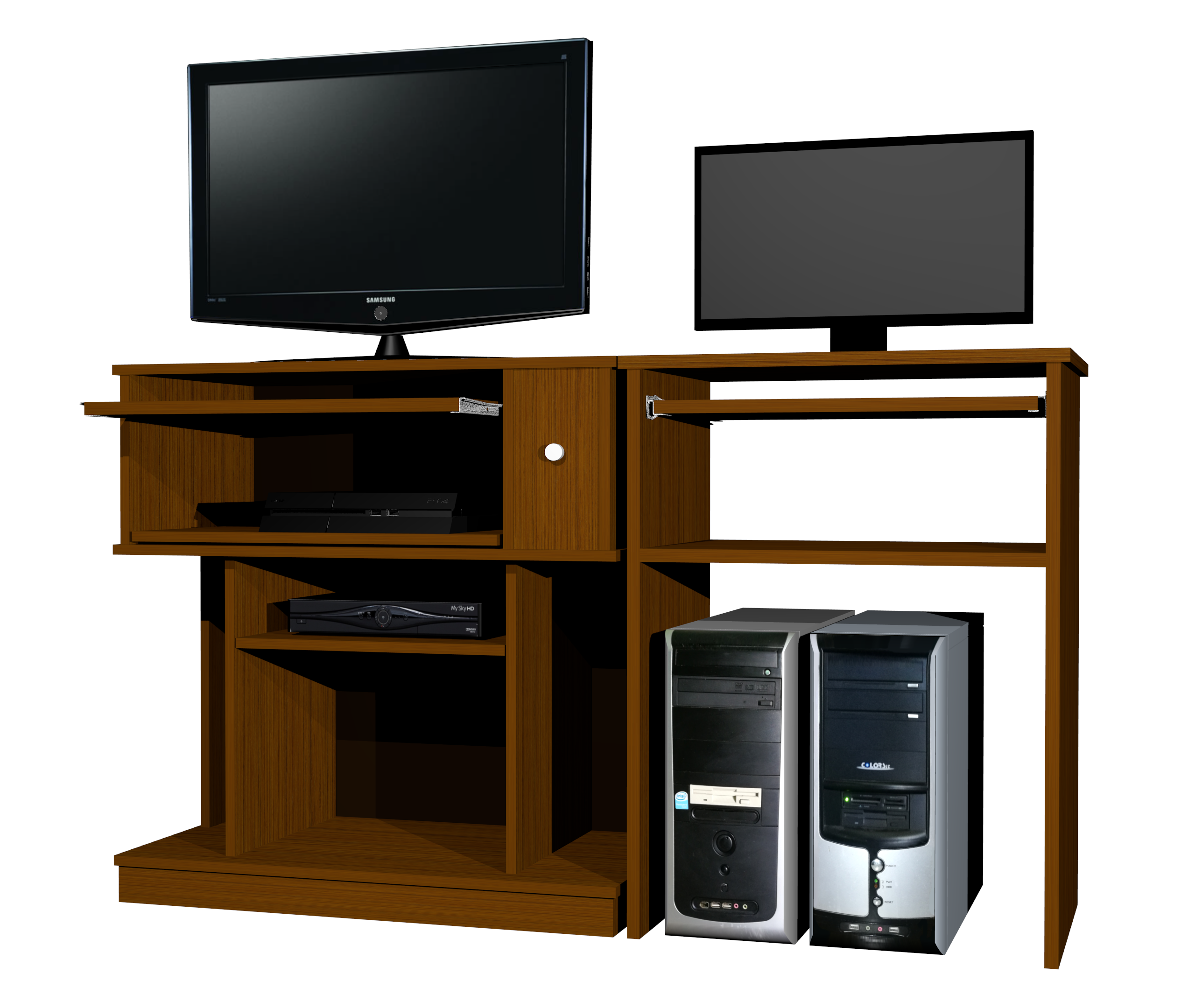
テレビとPC家具セットのモデル
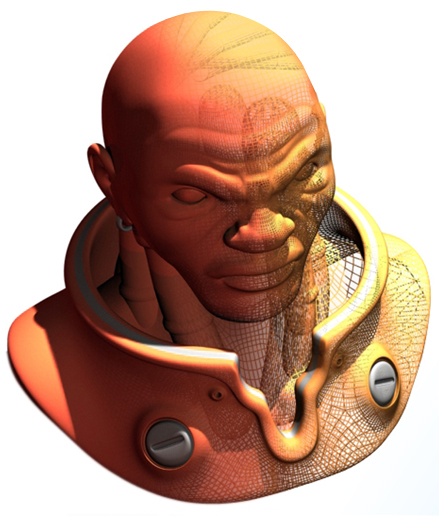
キャラクターのモデル
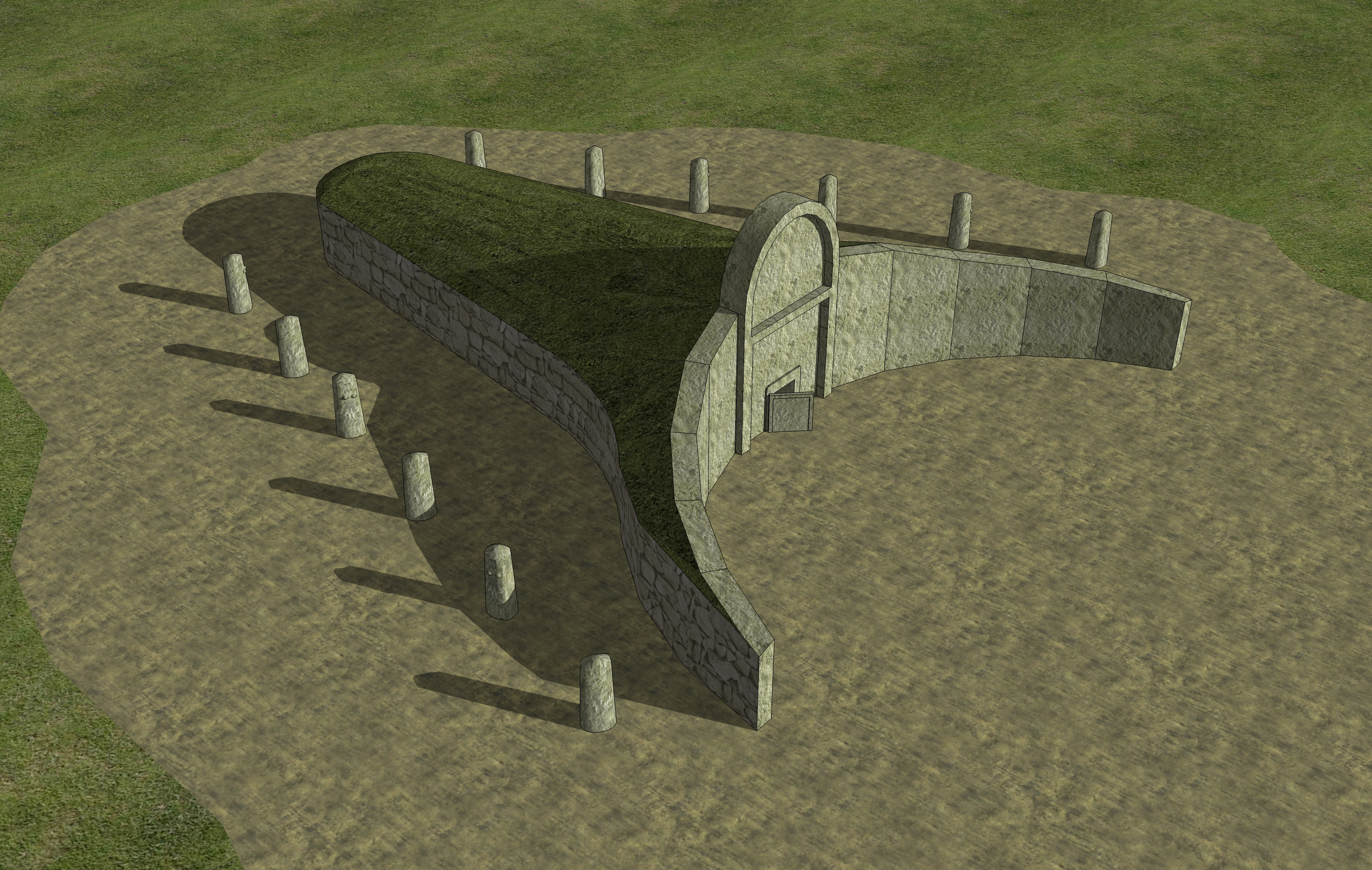
巨人の墓のモデル

## 属性
モデルは複数の属性から構成される。これら属性はレンダリングと強く結びついており、レンダリングに応じてある属性をモデルに含める・含めないこともある。例えば3Dゲームエンジンではモデルにシェーダーを含める場合もあるが、FBX形式のモデルはシェーダーを含まない。
以下はモデル属性の一例である。

### 形状
形状（英: geometry, ジオメトリ）はモデルの形を表現する属性である。
形状属性はほぼ全てのモデルに共通して含まれる。一方で、形状の表現形式は様々であり、一例として以下のように分類される：
- ワイヤーフレームモデル
- サーフェスモデル
- ソリッドモデル
- 点群

#### 形状モデル
3次元コンピュータグラフィックスにおける形状モデル（英: geometric model）は三次元空間内にある物体の形状をコンピュータ上で表現したモデルである。
形状モデルは形状に特化した表現であり、テクスチャのような表面質感を扱わない。例えば一般的な3DCADは形状のみを扱う（=形状モデルを扱う）ことが多い。モデルは形状モデルを内包しているといえる。

### 材質
材質（英: material, マテリアル）はモデルの見え方や相互作用に影響する属性である。質感（英: texture, テクスチャ）とも。
金属さ（英: Metallic, メタリック）、色（英: Base color）、粗さ（英: Roughness, ラフネス）、法線（英: normal, ノーマル）など多岐にわたる。

## ファイル形式
3Dモデルを格納するファイル形式が様々提案されている。以下はその一例である：
形式ごとに格納できる属性やその表現形式が異なる。ファイル形式間で相互変換出来る場合もある。